# Oberreichenbach (Badenia-Wirtembergia)
Oberreichenbach – miejscowość i gmina w Niemczech, w kraju związkowym Badenia-Wirtembergia, w rejencji Karlsruhe, w regionie Nordschwarzwald, w powiecie Calw, wchodzi w skład wspólnoty administracyjnej Calw. Leży w północnym Schwarzwaldzie, ok. 8 km na zachód od Calw, przy drodze krajowej B296.

## Dzielnice
Gmina dzieli się na cztery dzielnice:  Igelsloch z Unterkollbach, Oberkollbach, Oberreichenbach z Siehdichfür oraz Würzbach.